# RFL Championship 1964-65
El Championship de 1964-65 fue la 70.º edición del torneo de rugby league más importante de Inglaterra.

## Formato
Los equipos se enfrentaron en formato de todos contra todos, los primeros 16 equipos clasificaron a postemporada.
Se otorgaron 2 puntos por cada victoria, 1 por el empate y 0 por la derrota.

## Desarrollo

### Tabla de posiciones
| Pos. | Equipo               | Encuentros | Encuentros | Encuentros | Encuentros | Puntos |
| Pos. | Equipo               | PJ         | PG         | PE         | PP         | Puntos |
| ---- | -------------------- | ---------- | ---------- | ---------- | ---------- | ------ |
| 1    | St Helens RFC        | 34         | 28         | 0          | 6          | 56     |
| 2    | Wigan Warriors       | 34         | 26         | 0          | 8          | 52     |
| 3    | Castleford Tigers    | 34         | 25         | 1          | 8          | 51     |
| 4    | Wakefield Trinity    | 34         | 24         | 2          | 8          | 50     |
| 5    | Warrington Wolves    | 34         | 24         | 1          | 9          | 49     |
| 6    | Workington Town      | 34         | 23         | 1          | 10         | 47     |
| 7    | Halifax RLFC         | 34         | 22         | 1          | 10         | 47     |
| 8    | Hull Kingston Rovers | 34         | 22         | 0          | 12         | 44     |
| 9    | Oldham RLFC          | 34         | 20         | 1          | 13         | 41     |
| 10   | Leeds Rhinos         | 34         | 20         | 0          | 14         | 40     |
| 11   | Swinton Lions        | 34         | 19         | 1          | 14         | 39     |
| 12   | Leigh Centurions     | 34         | 19         | 1          | 14         | 39     |
| 13   | Hull FC              | 34         | 19         | 0          | 15         | 38     |
| 14   | Hunslet FC           | 34         | 19         | 0          | 15         | 38     |
| 15   | Featherstone Rovers  | 34         | 18         | 0          | 16         | 36     |
| 16   | Barrow Raiders       | 34         | 18         | 0          | 16         | 36     |
| 17   | Bradford Northern    | 34         | 15         | 1          | 18         | 31     |
| 18   | Huddersfield Giants  | 34         | 15         | 0          | 19         | 30     |
| 19   | Widnes Vikings       | 34         | 14         | 2          | 18         | 30     |
| 20   | Whitehaven RLFC      | 34         | 14         | 1          | 19         | 29     |
| 21   | Dewsbury Rams        | 34         | 13         | 2          | 18         | 28     |
| 22   | Salford Red Devils   | 34         | 11         | 2          | 21         | 24     |
| 23   | Liverpool Stanley    | 34         | 10         | 2          | 22         | 22     |
| 24   | Bramley RLFC         | 34         | 10         | 1          | 23         | 21     |
| 25   | York FC              | 34         | 10         | 0          | 24         | 20     |
| 26   | Batley Bulldogs      | 34         | 9          | 1          | 24         | 19     |
| 27   | Keighley Cougars     | 34         | 9          | 0          | 25         | 18     |
| 28   | Doncaster RLFC       | 34         | 9          | 0          | 25         | 18     |
| 29   | Rochdale Hornets     | 34         | 7          | 1          | 26         | 15     |
| 30   | Blackpool Borough    | 34         | 6          | 2          | 26         | 14     |

|  | Clasificados a postemporada. |

### Postemporada

#### Octavos de final
| 1965 | St Helens | 23 - 7 | Barrow |  |  |

| 1965 | Hull KR | 18 - 14 | Oldham |  |  |

| 1965 | Wakefield | 15 - 9 | Hull |  |  |

| 1965 | Warrington | 10 - 4 | Leigh |  |  |

| 1965 | Castleford | 18 - 7 | Hunslet |  |  |

| 1965 | Swinton | 2 - 29 | Workington |  |  |

| 1965 | Featherstone Rovers | 15 - 8 | Wigan |  |  |

| 1965 | Halifax | 28 - 11 | Leeds |  |  |

#### Cuartos de final
| 1965 | St Helens | 24 - 6 | Hull KR |  |  |

| 1965 | Wakefield | 17 - 8 | Warrington |  |  |

| 1965 | Castleford | 11 - 3 | Workington |  |  |

| 1965 | Featherstone Rovers | 6 - 31 | Halifax |  |  |

#### Semifinal
| 1965 | St Helens | 10 - 5 | Wakefield |  |  |

| 1965 | Castleford | 18 - 26 | Halifax |  |  |

#### Final
| 22 de mayo de 1965 | St Helens RFC | 7 - 15 | Halifax RLFC | Station Road, Mánchester |  |

| Bandera de Inglaterra |
| Campeón Halifax RLFC  |
| Tercer título         |